# Erquy
Erquy är en kommun i departementet Côtes-d'Armor i regionen Bretagne i nordvästra Frankrike. Kommunen ligger i kantonen Pléneuf-Val-André som tillhör arrondissementet Saint-Brieuc. År 2022 hade Erquy 3 929 invånare.

## Befolkningsutveckling
Antalet invånare i kommunen Erquy
Referens:INSEE

## Galleri

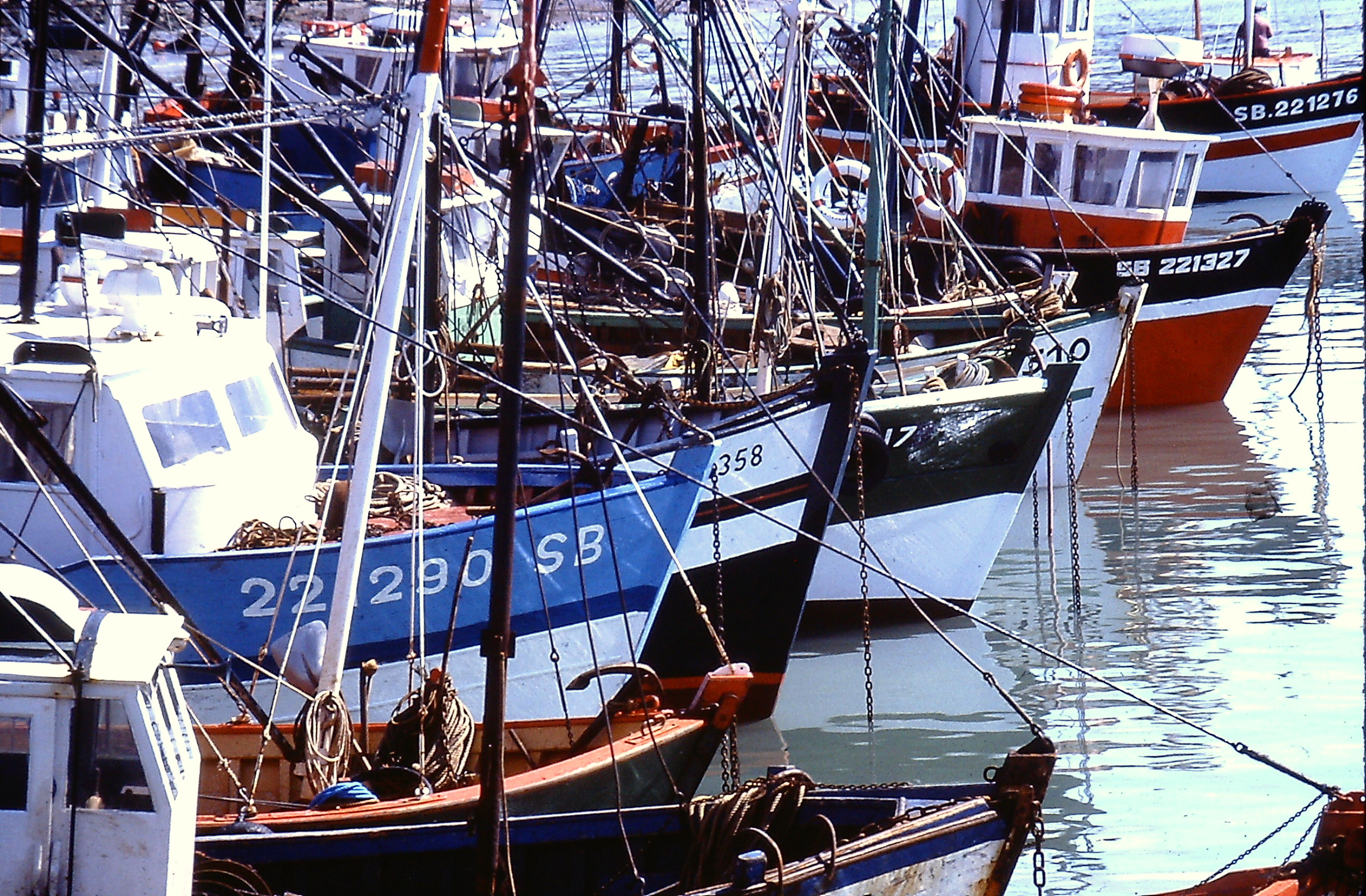
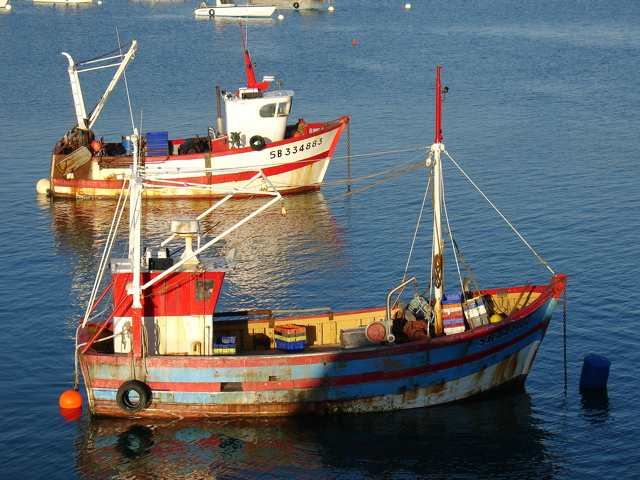
.
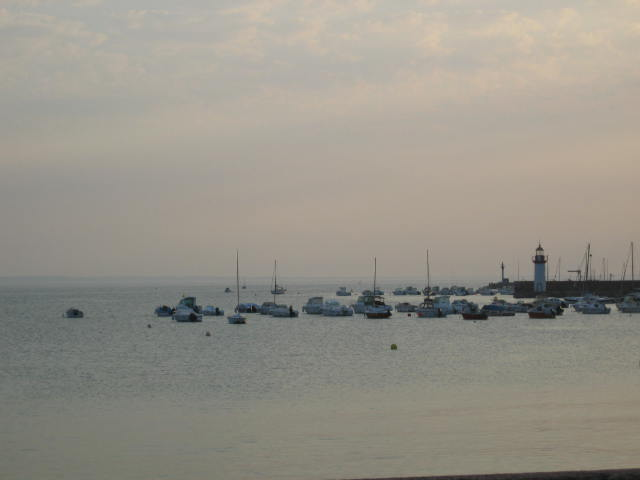
Hamnen
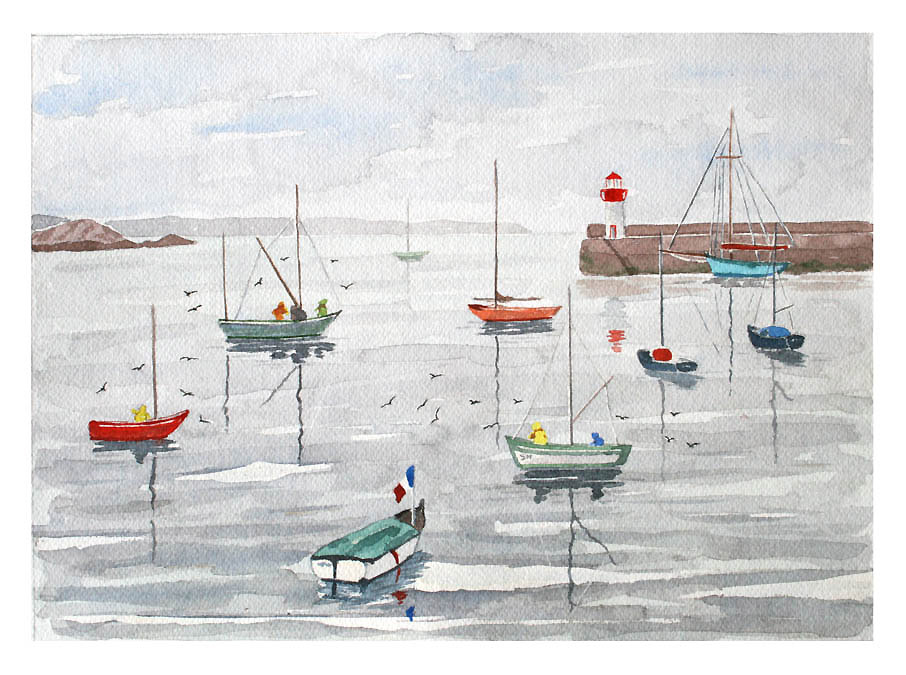